# Jacques Camus
Jacques Camus es un artista pintor, grabador e ilustrador francés, nacido en Angers (Maine y Loira) el 15 de octubre de 1893. Vivió entre París y Saint-Dyé-sur-Loire. Fallecido en 1971.

## Datos biográficos
Jacques Camus fue alumno del artista español Claudio Castelucho en la Academia de la Gran Chaumière, después de Lucien Simon en la Escuela nacional superior de bellas artes. En 1919 viajó a Sicilia y pintó los murales del Palacio Florio.
Jacques Camus se consagró a partirr de 1920 a la creación  a las artes decorativas, sus trabajos mayores (publicados en 1920 y 1922 en carpetas) son representativos de lo que se conoce como arte déco, y que se hicieron inmediatamente después de la Primera Guerra Mundial. En 1924 fue profesor en la Escuela de los artes aplicadas a la industria. Sostuvo amistad con Jean Cocteau, Henri Matisse, Raoul Dufy y Moisés Kisling
Con formación en astronomía bajo la tutela de  André Danjon, Jacques Camus se vinculó a la Sociedad astronómica de Francia. Es observador y cartógrafo de los planetas Venus, Marte y Júpiter. En el marco de la organización de la Exposición universal de 1937, colaboró en la organización y puesta en funcionamiento del Palais de la découverte en París
A partir de 1937 Jacques Camus de manera autodidacta se adentró en las técnicas de la litografía y del agua-fuerte.

## Obra

### Murales
- Palacio Florio, Palerme, 1919.

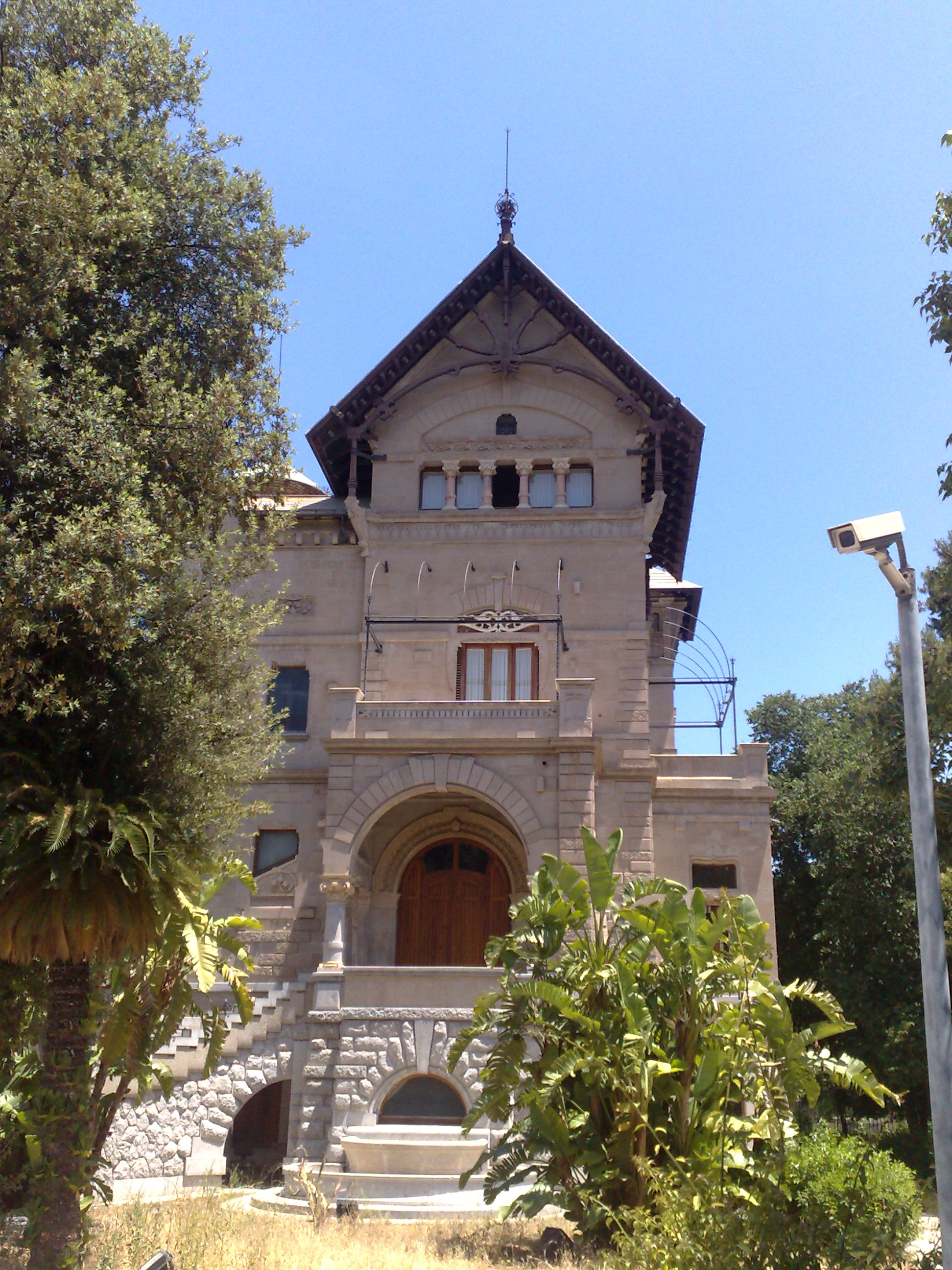
El palacio Florio (Palerme) dónde œuvra Jacques Camus en 1919

- Palacio del descubrimiento (Palais de la découverte), París, 1937, fresco de las erupciones solares.

## Exposiciones personales
- Jacques Camus - Dibujos, gravures, Galería Colette Allendy, marzo 1953.
- Néret-Minet y Coutau-Begarie, comisarios priseurs, venta del taller Jacques Camus, Hotel Drouot, París, 4 de febrero de 1987.[4]
- Exposición no datada : Galería Vibaud, París.[4]

## Exposiciones colectivas
- Salón de otoño, Gran Palacio (París), miembro en 1921.[5]
- Exposición internacional de los artes décoratifs, París, 1925.
- Exposición universal, París, 1937.
- Participaciones no datadas: Salón de los Tullerias, Salón de los independientes, Salón del Rasgo.[2]

## Museos y colecciones públicas
- Biblioteca del Museo de los artes décoratifs de París.
- Consejería de las estampes de la Biblioteca nacional de Francia.
- Museo de arte moderno de la ciudad de París, Loira en Chaumont, estampe.

## Premio y distinciones
- Condecorado en la Exposición internacional de las artes décoratifs, 1925.
- Premios Bidault del Isle, 1930.
- Premios de las Señoras de la Sociedad astronomique de Francia, 1934.[6]